# 我们的限时约定
《我们的限时约定》（英語：Go Away Mr. Tumor）为2021年上映的泰国版《滚蛋吧！肿瘤君》。由阿南达·艾华灵汉、皮查雅·瓦塔那蒙迪里领衔主演。电影台灣版中文海報與泰文版海報曾同時報躍上美国紐約時代廣場的看板。

## 故事概要
这是一場充滿歡笑與淚水的動人故事......
性格活泼开朗動畫師帕朵（皮查雅·瓦塔那蒙迪里 飾）在25歲生日那天倒楣透頂，出国升职不成不打紧，她还因為吐槽老闆、跟主管呛声而丟了饭碗，郁郁寡欢的她还在餐厅意外撞见男友劈腿另结新欢。后来更因为意外昏倒而發現罹患淋巴癌。住院後的她竟對不拘言笑的主治醫生卡文（阿南达·艾华灵汉 飾）一見鍾情。家人、好閨蜜的陪伴令帕朵战士忘记枯燥痛苦的抗癌歷程，變得無比歡樂，讓她拥有想要努力活下去的欲望。帕朵究竟能戰勝病魔嗎？

## 演员阵容
- 阿南达·艾华灵汉（Anand） 饰演 卡文（Kawin/Win）
- 皮查雅·瓦塔那蒙迪里（Min） 饰演 帕朵
- 淳妮苷·内醉（Meiko）
- Kanokchat Munyathon（Typhoon）
- Niphaporn Thitithanakarn（Sani）
- 叻叻那·功多尔宁（Jeab）
- 萨哈拉·桑卡布理查（英语：Saharat Sangkapreecha）（Kong）

## 制作与发行

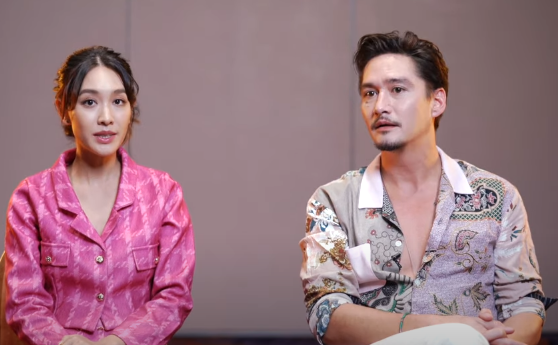
左起为女主皮查雅·瓦塔那蒙迪里以及阿南达·艾华灵汉。

### 拍摄
电影的主体拍摄是在泰国进行的。电影投资方面其中大部分是用于支付演员的费用，总体预算大概在5000万泰铢。制作团队也在电影投入了CG作画，因为其中一名演员薇莱·阿披拉查塔鹏的正职是一名动画师。她找来朋友们花了将近三天的时间才把这些场景制作完成。另外，由于制作团体害怕遇上版权纠纷，就连糖果信封、医院标志、医生的白大褂等都必须是原创的。